# Grabovnica
 Ovo je glavno značenje pojma Grabovnica. Za druga značenja pogledajte Grabovnica (razdvojba).
Grabovnica je naselje u Republici Hrvatskoj, u sastavu Grada Čazme, Bjelovarsko-bilogorska županija. 

## Znamenitosti
U Grabovnici se nalazi tematski park i turistička atrakcija Božićna priča na imanju Salaj s više od milijun žaruljica u vrijeme adventa, Božića i Nove godine.

## Stanovništvo
Prema popisu stanovništva iz 2001. godine, naselje je imalo 413 stanovnika te 142 obiteljskih kućanstava.

Prema popisu stanovništva 2011. godine naselje je imalo 379 stanovnika.
| broj stanovnika | 272   | 302   | 306   | 230   | 298   | 379   | 391   | 521   | 601   | 575   | 530   | 540   | 439   | 460   | 413   | 379   | 326   |
|                 | 1857. | 1869. | 1880. | 1890. | 1900. | 1910. | 1921. | 1931. | 1948. | 1953. | 1961. | 1971. | 1981. | 1991. | 2001. | 2011. | 2021. |